# John Houblon

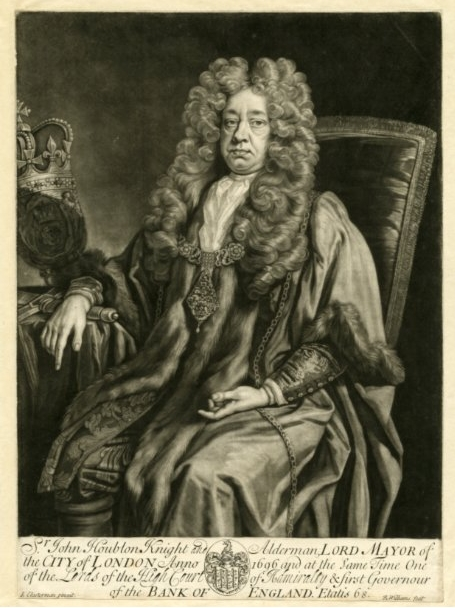
Sir John Houblon

Sir John Houblon (* 13. März 1632; † 10. Januar 1712) war ein englischer Bankier und Politiker. Er war der erste Gouverneur der Bank of England. Sein Amt übte er von 1694 bis 1697 aus, danach noch einmal im Jahr 1700.
Er war der dritte Sohn von James Houblon, einem Londoner Kaufmann. Seine Mutter war Mary De Quesne. Houblon wurde 1689 zum Sheriff der City of London ernannt und zum Knight Bachelor geschlagen, war von 1689 bis 1712 und 1690/91 Beigeordneter und von 1690 bis 1691 Vorsitzender der Worshipful Company of Grocers. 1695 war er für ein Jahr Lord Mayor of London.
Er war Lord Commissioner of the Admiralty von 1694 bis 1699. Von 1694 bis 1697 war er schließlich erster Gouverneur der Bank of England. Im Jahr 1700 war er nochmals Gouverneur der Bank of England, danach Direktor der New East India Company von 1700 bis 1701. Sein Bruder, Abraham, war ebenfalls Gouverneur der Bank of England, von 1703 bis 1705. John Houblon war auf der Rückseite der seit April 2014 ungültigen 50-£-Note der Serie E abgebildet.